# Constant Duval de Beaulieu
Pour les articles homonymes, voir Duval.
Le comte Constant Duval de Beaulieu, né à Leuze en 1751 et décédé à Mons en 1828, était un homme politique des Pays-Bas méridionaux, -  s'appelèrent aussi à travers l'histoire Pays-Bas du Sud, ou encore Pays-Bas Catholiques - maire de Mons de 1800 à 1815. 

## Biographie
Constant Duval de Beaulieu est le fils de Guillaume Joseph, chevalier du Val, avocat au Conseil souverain de Hainaut, greffier de Leuze, et de Yolande Claire Hubert. Marié avec Marie Thérèse de Wolff puis avec  Catherine de Franeau de Hyon, comtesse de Gommegnies, il est le père de Dieudonné du Val de Beaulieu et du général Édouard Duval de Beaulieu de Blaregnies.
D’abord député des États du Hainaut sous le régime autrichien et membre du Conseil de ville, c’est en 1800, que grâce à l'appui des autorités napoléoniennes, il obtint le poste de maire de la ville de Mons. Il exerça cette fonction sous le Consulat et le Premier Empire, jusqu’en 1815. Le baron Duval de Beaulieu était plus occupé à se divertir qu’à s’occuper d'administrer sa ville. Par ailleurs, il était devenu comte de Beaulieu et de l'Empire et franc-maçon à la loge de Mons La Concorde. Après avoir passé le flambeau à Edmond Dupré, ses activités politiques, à l'époque du royaume uni des Pays-Bas, se limitèrent à une représentation de l'Ordre équestre aux États de Hainaut.
Sous le premier Empire, il avait reçu comme armoiries : « Écartelé : au premier et au quatrième quartier d'argent à la croix de gueules, chargée en abîme d'un lion rampant d'or, au deuxième d'or à trois loups rampants de sable, deux en chef un en pointe, et au troisième de sable à la licorne assise d'argent ; au canton des comtes Maires brochant. »

## Héraldique
| Figure | Nom du comte et blasonnement |
| ------ | --- |
|        | Constant Duval (9 avril 1751, Leuze – 11 mai 1828, Mons), maire de Mons, comte de Beaulieu et de l'Empire (lettres patentes du 12 septembre 1809, avec érection d'un majorat). Écartelé : au premier et au quatrième quartier d'argent à la croix de gueules, chargée en abîme d'un lion rampant d'or, au deuxième d'or à trois loups rampants de sable, deux en chef un en pointe, et au troisième de sable à la licorne assise d'argent ; au canton des comtes maires brochant. |